# Іллівка (Довжанський район)
Іллі́вка — село в Україні, у Сорокинській міській громаді Довжанського району Луганської області. Населення становить 20 осіб.

## Географія
Географічні координати: 48°32' пн. ш. 39°43' сх. д. Часовий пояс — UTC+2. Загальна площа села — 0,912 км².
Село розташоване у східній частині Донбасу за 4 км від села Пархоменко.

## Історія
Засноване у 80-х роках XIX століття поселенцями села Макарів Яр. До початку 1920 року в населеному пункті проживало 720 осіб.
У 1951 році хутір Іллівка отримав статус села.
12 червня 2020 року, відповідно до Розпорядження Кабінету Міністрів України № 717-р «Про визначення адміністративних центрів та затвердження територій територіальних громад Луганської області», увійшло до складу Сорокинської міської громади.
17 липня 2020 року, в результаті адміністративно-територіальної реформи та ліквідації  Сорокинського району, увійшло до складу новоутвореного Довжанського району.

## Населення
За даними перепису 2001 року населення села становило 20 осіб, з них 60% зазначили рідною мову українську, 35% — російську, а 5% — білоруську.

## Пам'ятки
- Братська могила радянських воїнів (околиця села).